# 恋恋水園
『恋恋水園』とは、シンガポールのメディアコープ制作のテレビドラマである。全20話。シンガポールのドラマながら、台湾の俳優も数多く出演している。

## 出演
- TORO（シェ・ジャージュン役）
- フィオナ・シエ（ルー・カイシン役）
- ジャネット・オー（グォー・ジンウン役）
- ジョイス・チャオ（ハー・イーリン役）
- ジョニー・イェン（ウー・ジェンカン役）
- ウィン・ウー（グォー・ジンロン役）
- チ・ユーウー（ルー・カイウェイ役）
- フェリシア・チェン（ワン・トン役）

## スタッフ
- 監督：ファン・ジャアフー、リン・ウェンフィ、チャン・バォリェン
- 脚本：ユー・シーメイ、リン・ジンラン、リン・ペイチャン、シェー・ジュユェ
- プロデューサー：ヤン・シービン
- 製作総指揮：リン・リーユィン